# Gerda (film)
Pour les articles homonymes, voir Gerda.
Pour plus de détails, voir Fiche technique et Distribution.
Gerda (Герда) est un film russe réalisé par Natalia Koudriachova (ru), sorti en 2021,,.

## Fiche technique
- Photographie : Vassili Grigoliounas
- Décors : Svetlana Doubina, Ekaterina Pavelko
- Montage : Sergueï Ivanov, Sergueï Tikhnenko